# Saint-André-de-la-Roche
Saint-André-de-la-Roche (auch: Saint-André-de-Nice, okzitanisch Sant Andrieu de la Ròca, italienisch Sant'Andrea) ist eine französische Gemeinde mit 5877 Einwohnern (Stand: 1. Januar 2022) im Département Alpes-Maritimes in der Region Provence-Alpes-Côte d’Azur; sie gehört zum Arrondissement Nizza, zum Kanton Nizza-7 und zur Métropole Nice Côte d’Azur. Die Einwohner heißen Saint-Andréens.

## Geographie
Saint-André-de-la-Roche liegt als banlieue nordöstlich des Stadtzentrums von Nizza an dem Fluss Banquière. Umgeben wird Saint-André-de-la-Roche von den Nachbargemeinden Tourrette-Levens im Norden, Nizza im Osten, Süden und Südwesten sowie Falicon im Westen.

## Geschichte
Saint-André-de-la-Roche wird erstmals im Testament des Odil um 999 erwähnt.
| Bevölkerungsentwicklung | Bevölkerungsentwicklung | Bevölkerungsentwicklung | Bevölkerungsentwicklung | Bevölkerungsentwicklung | Bevölkerungsentwicklung | Bevölkerungsentwicklung | Bevölkerungsentwicklung | Bevölkerungsentwicklung |
| ----------------------- | ----------------------- | ----------------------- | ----------------------- | ----------------------- | ----------------------- | ----------------------- | ----------------------- | ----------------------- |
| Jahr                    | 1962                    | 1968                    | 1975                    | 1982                    | 1990                    | 1999                    | 2006                    | 2011                    |
| Einwohner               | 1821                    | 2006                    | 4397                    | 4264                    | 4151                    | 4122                    | 4561                    | 5286                    |

## Sehenswürdigkeiten

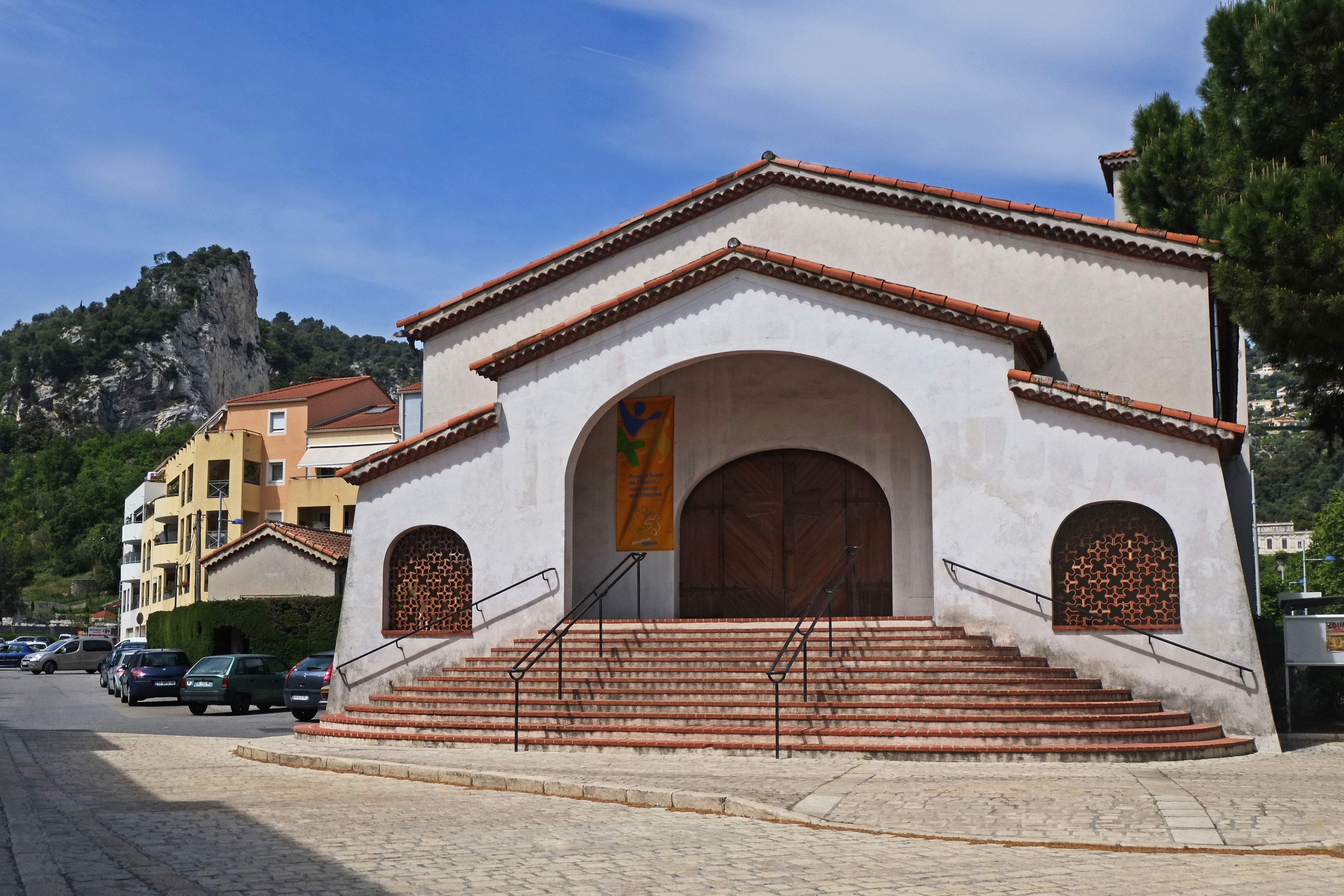
Kirche Saint-André

Siehe auch: Liste der Monuments historiques in Saint-André-de-la-Roche
- Kirche Saint-André, Monument historique

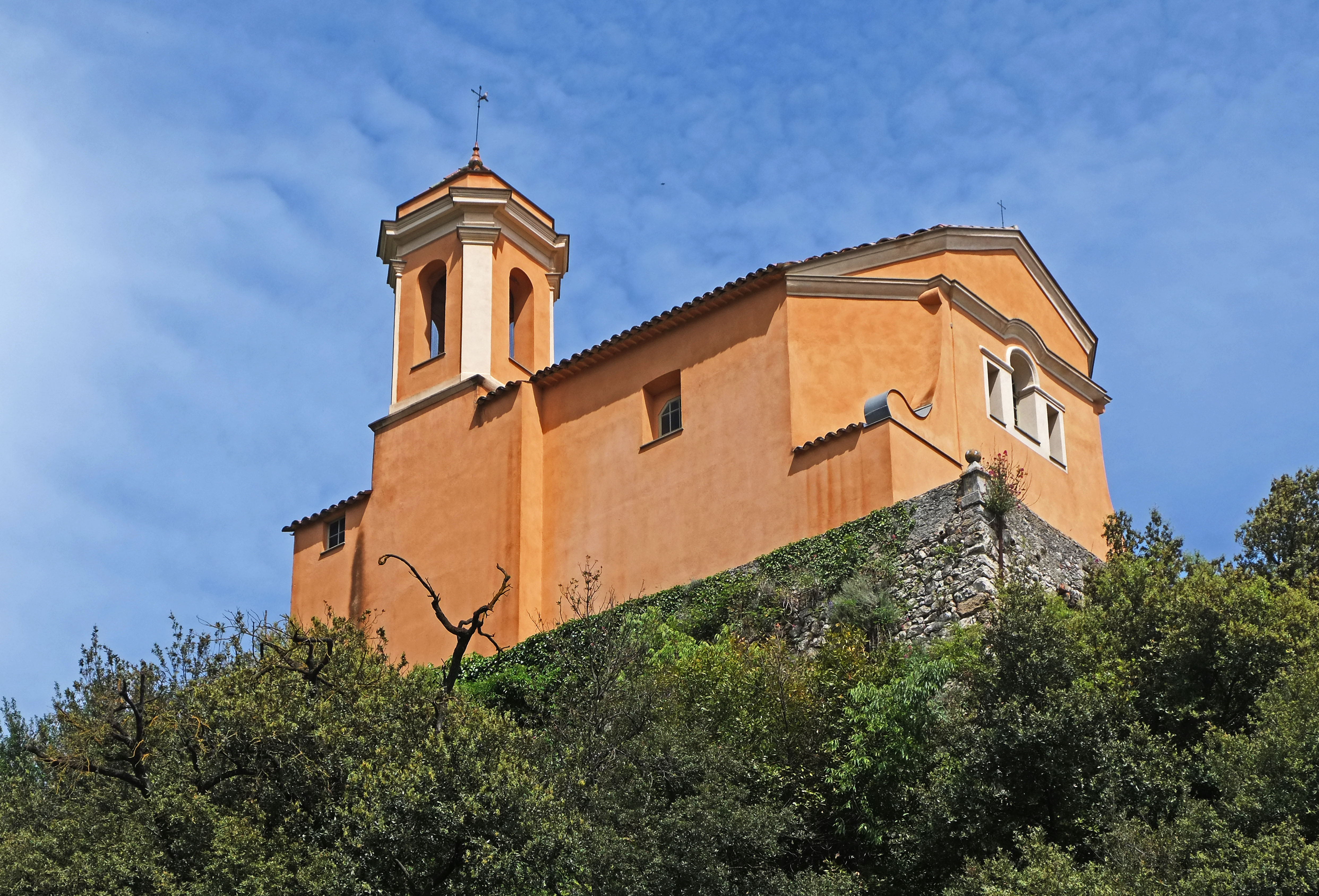
Kapelle beim Schloss Saint-André

- Schloss Saint-André mit Kapelle
- Höhlen von Saint-André

## Gemeindepartnerschaften
Mit der italienischen Gemeinde Valperga in der Provinz Turin (Lombardei) besteht eine Partnerschaft.